# 宮崎県立高原高等学校
宮崎県立高原高等学校（みやざきけんりつ たかはるこうとうがっこう）は、宮崎県西諸県郡高原町に所在した公立の高等学校。
西諸県地区の学校再編により、宮崎県立小林秀峰高等学校に統合され、2013年（平成25年）3月末に閉校した。

## 概要
歴史
1945年（昭和20年）高原青年学校に設置された「宮崎県立都城農学校女子部」を前身とする。1948年（昭和23年）の学制改革により、新制高等学校「宮崎県立都城泉ヶ丘高等学校高原校舎」となる。1949年（昭和24年）一旦廃止されたものの間もなく「宮崎県立小林高等学校高原分校（後に高原校舎）」が設置される。1952年（昭和27年）に「宮崎県立高原畜産高等学校」として独立。1993年（平成5年）に畜産科を廃止したことにより「宮崎県立高原高等学校」に改称。2013年（平成25年）3月末に閉校。68年の歴史に幕を下ろした。
設置課程・学科
全日制課程 3学科
- 生産流通科
- 食品化学科
- 福祉科

校訓
「質実剛健」
校章
三つ葉のクローバーと学問を象徴するペン先3本を組み合わせたものを背景にして、中央に「高」の文字を置いている。
校歌
作詞は谷口藤吉、作曲は堀内敬三による。歌詞は5番まであり、各番に校名の「高原」が登場する。
生徒歌
作詞・作曲ともに谷口藤吉による。歌詞は5番まである。
姉妹校
- 發安農生命産業高等学校（大韓民国）

## 沿革
- 1945年（昭和20年）4月1日 - 「宮崎県立都城農学校女子部」（3年課程（本科2年・研究科1年））が高原青年学校内に設置される。
- 1946年（昭和21年）4月1日 - 「宮崎県立都城農学校高原分校」が設置される。畜産課程（5年制、現在の中1から高2に相当）を併設。
  - 女子部は高原青年学校校舎を継続して使用。畜産課程は宮崎県種畜場を校舎として使用。
- 1947年（昭和22年）4月1日 - 学制改革（六・三制の実施）が行われる。
  - 農学校の募集が停止される。
  - 新制中学校が併設され（以下・併設中学校）、農学校1・2年修了者を併設中学校2・3年生として収容。
  - 併設中学校は経過措置としてあくまで暫定的に設置されたため、新たに生徒募集は行われず、在校生が2・3年生のみの中学校であった。
- 1948年（昭和23年）4月1日 - 学制改革により、新制高等学校「宮崎県立都城泉ヶ丘高等学校高原校舎」となる。
  - 女子部は農業課程となる。畜産課程は併設中学校の課程となる。
- 1949年（昭和24年）
  - 3月31日 - 高原校舎が廃止される。希望者は都城泉ヶ丘高等学校・都城都島高等学校[1]・小林高等学校のいずれかに転入・入学した。
  - 7月1日 - 「宮崎県立小林高等学校高原分校」が設置される。定時制農業課程と家庭課程（修業年限4年）を設置。
  - 9月1日 - 高原実習場が設置される。
- 1950年（昭和25年）4月1日 - 「宮崎県立小林高等学校高原校舎」に改称。全日制農業課程畜産コースと家庭課程被服コースを設置。
- 1952年（昭和27年）
  - 4月1日 -　小林高等学校から分離し「宮崎県立高原高等学校」（仮称）として独立。全日制家庭課程被服コースを小林高等学校本校に移管。
  - 6月1日 - 「宮崎県立高原畜産高等学校」に改称。通常制農業課程（畜産科・農村家庭科）、定時制農業課程を設置。
- 1953年（昭和28年）2月7日 - 開校式を挙行。
- 1957年（昭和32年）4月1日 - 通常制農業課程に有畜農業科を設置。
- 1962年（昭和37年）4月1日 - 定時制課程の募集を停止。
- 1963年（昭和38年）1月 - 定時制農業課程の募集を再開。全日制農村家庭科を生活科に改組。
- 1968年（昭和43年）
  - 4月1日 - 全日制有畜農業科を農業科に改組し畜産科を1学級増設。全日制農産化学科を新設。定時制課程の募集を停止。
  - 9月 - 新校舎の一部が完成し、まず1年生が新校舎に移転し授業を開始。
- 1969年（昭和44年）3月 - 全学年が新校舎に移転を完了。
- 1971年（昭和46年）3月31日 - 定時制課程を廃止。
- 1973年（昭和48年）4月1日 - 農産化学科を食品化学科に改組。
- 1981年（昭和56年）4月1日 - 畜産科を1学級減じる。
- 1990年（平成2年）4月1日 - 生活科を生活科学科に改組。
- 1991年（平成3年）4月1日 - 生産流通科を新設。農業科と畜産科の募集を停止。
- 1993年（平成5年）
  - 3月31日 - 農業科と畜産科を閉科。
  - 4月1日 - 畜産科の閉科により「宮崎県立高原高等学校」に改称。
- 1994年（平成6年）4月1日 - 福祉生活科を新設。生活科学科の募集を停止。
- 1996年（平成8年）3月31日 - 生活科学科を閉科。
- 1997年（平成9年）11月 - 管理棟の大規模改修を実施。
- 2002年（平成14年）6月 - 運動場を整備。
- 2003年（平成15年）
  - 2月 - 普通教室棟の大規模改修を実施。
  - 4月1日 - 福祉科学科を福祉科に改組。
- 2011年（平成23年）4月1日 - 宮崎県立小林秀峰高等学校の新設により、生徒募集を停止。
- 2013年（平成25年）
  - 3月2日 - 閉校式を挙行。
  - 3月31日 - 閉校。

跡地の活用
- 技術者の資格を取得を目的とする「宮崎トレーニングセンター高原」として活用されている[2]。

## 交通
最寄りの鉄道駅
- JR九州 吉都線　「高原駅」

最寄りのバス停
- 宮崎交通「霧島団地前」バス停

最寄りの幹線道路
- 宮崎県道405号西麓小林線

## 周辺
- 高原町総合運動公園
- 高原町立高原中学校